# アレクサンドラ・オケンド
アレクサンドラ・オケンド（Alexandra Oquendo、1984年2月3日 - ）は、プエルトリコの女子バレーボール選手。ポジションはミドルブロッカー。プエルトリコ代表。

## 来歴
2001年、プエルトリコ代表に初選出される。世界選手権には2006年大会より3大会連続出場し、、2008年の北京五輪世界最終予選にも中心選手として活躍した。

## 球歴
- 世界選手権 - 2006年、2010年、2014年
- 北中米選手権 - 2007年、2009年、2011年、2015年
- ワールドグランプリ - 2009年、2010年、2014年、2015年

## 所属クラブ
- Criollas de Caguas（2000-2002年）
- ジョージア大学（2002-2005年）
- Criollas de Caguas（2006-2008年）
- CV Las Palmas（2008-2009年）
- Criollas de Caguas（2010年）
- VKバクー（2010-2011年）
- Criollas de Caguas（2012-2015年）
- Leonas de Ponce（2015年）
- Lancheras de Cataño（2016-）